# Uganda ai Giochi della XXX Olimpiade
L'Uganda ha partecipato ai Giochi della XXX Olimpiade di Londra che si sono svolti dal 27 luglio al 12 agosto 2012. È stata la 14ª partecipazione consecutiva degli atleti ugandesi ai giochi olimpici estivi dal debutto all'edizione di Melbourne 1956, tranne Montréal 1976 disertata per il boicottaggio dei Paesi africani.
Gli atleti della delegazione ugandese sono stati 15 (11 uomini e 4 donne), in 4 discipline. Alla cerimonia di apertura il portabandiera è stato il nuotatore Ganzi Mugula; nessun portabandiera ha presenziato alla cerimonia di chiusura.
Nel corso della manifestazione l'Uganda ha ottenuto una medaglia d'oro, vinta da Stephen Kiprotich nella maratona maschile.

## Partecipanti
| Sport             | Uomini | Donne | Totale |
| ----------------- | ------ | ----- | ------ |
| Atletica Leggera  | 8      | 3     | 11     |
| Badminton         | 1      | 0     | 1      |
| Nuoto             | 1      | 1     | 2      |
| Sollevamento pesi | 1      | 0     | 1      |
| Totale            | 11     | 4     | 15     |

## Medaglie
| Riepilogo quotidiano | Riepilogo quotidiano | Riepilogo quotidiano | Riepilogo quotidiano | Riepilogo quotidiano | Riepilogo quotidiano | Riepilogo quotidiano |
| -------------------- | -------------------- | -------------------- | -------------------- | -------------------- | -------------------- | -------------------- |
| Giorno               | Data                 |                      |                      |                      | Totale               |                      |
| 1°                   | 27                   | —                    | —                    | —                    | —                    |                      |
| 2°                   | 28                   | 0                    | 0                    | 0                    | 0                    |                      |
| 3°                   | 29                   | 0                    | 0                    | 0                    | 0                    |                      |
| 4°                   | 30                   | 0                    | 0                    | 0                    | 0                    |                      |
| 5°                   | 31                   | 0                    | 0                    | 0                    | 0                    |                      |
| 6°                   | 1                    | 0                    | 0                    | 0                    | 0                    |                      |
| 7°                   | 2                    | 0                    | 0                    | 0                    | 0                    |                      |
| 8°                   | 3                    | 0                    | 0                    | 0                    | 0                    |                      |
| 9°                   | 4                    | 0                    | 0                    | 0                    | 0                    |                      |
| 10°                  | 5                    | 0                    | 0                    | 0                    | 0                    |                      |
| 11°                  | 6                    | 0                    | 0                    | 0                    | 0                    |                      |
| 12°                  | 7                    | 0                    | 0                    | 0                    | 0                    |                      |
| 13°                  | 8                    | 0                    | 0                    | 0                    | 0                    |                      |
| 14°                  | 9                    | 0                    | 0                    | 0                    | 0                    |                      |
| 15°                  | 10                   | 0                    | 0                    | 0                    | 0                    |                      |
| 16°                  | 11                   | 0                    | 0                    | 0                    | 0                    |                      |
| 17°                  | 12                   | 1                    | 0                    | 0                    | 1                    |                      |
| Totale               | Totale               | 1                    | 0                    | 0                    | 1                    |                      |

### Medagliere per discipline
| Sport    | Oro | Argento | Bronzo | Totale |
| -------- | --- | ------- | ------ | ------ |
| Atletica | 1   | 0       | 0      | 1      |
| Totale   | 1   | 0       | 0      | 1      |

### Medagliati

#### Medaglie d'oro
| Medaglia | Nome              | Sport            | Evento            | Data      |
| -------- | ----------------- | ---------------- | ----------------- | --------- |
| Oro      | Stephen Kiprotich | Atletica leggera | Maratona maschile | 12 agosto |

## Atletica leggera
| Q | Qualificato al turno successivo per la posizione in qualificazione                                                           |
| q | Qualificato per il turno successivo per ripescaggio o, negli eventi su campo, conquistando la misura minima per qualificarsi |

### Maschile

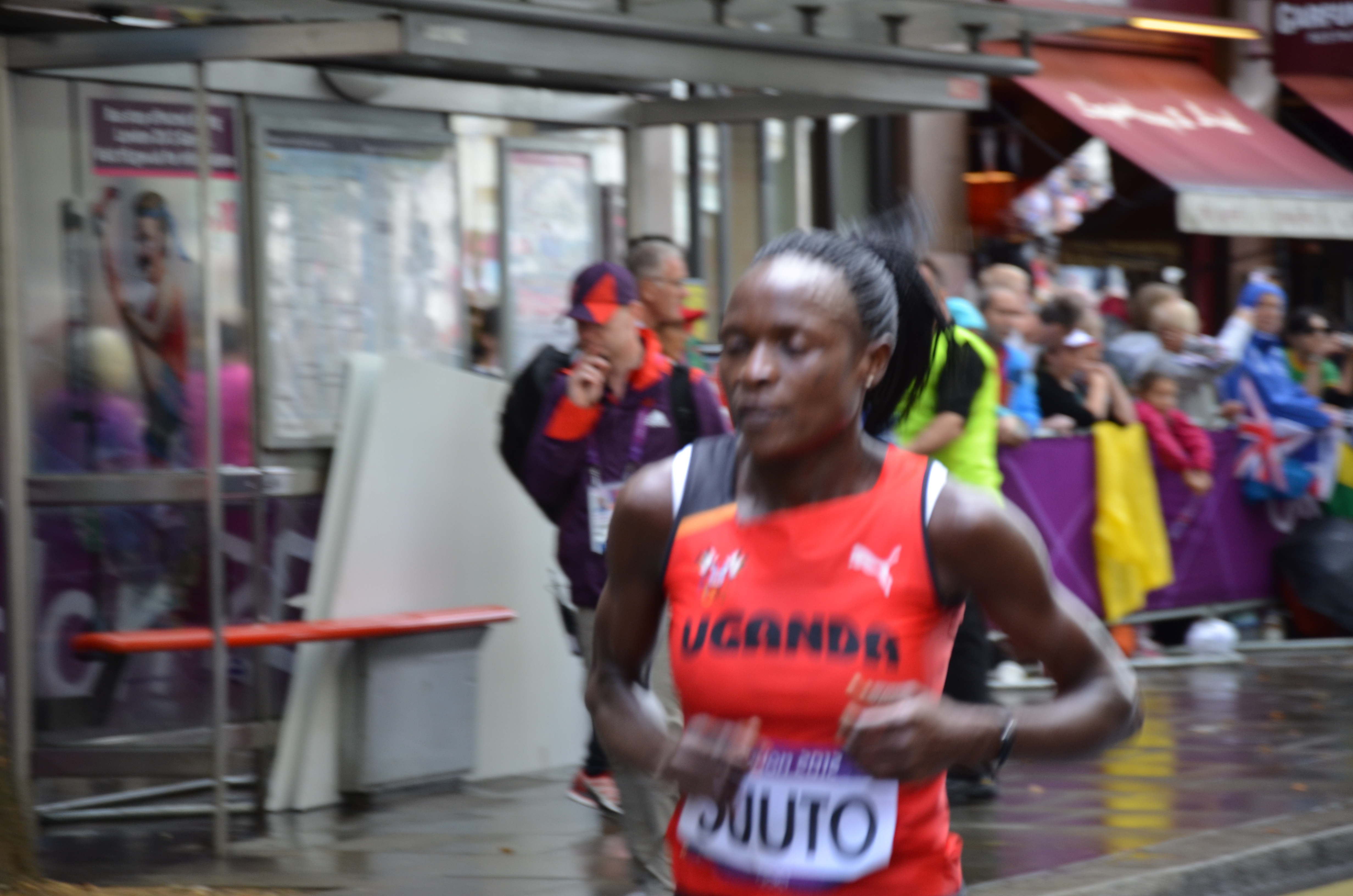
Jane Suuto nel corso della maratona femminile.

Eventi di corsa su pista e strada
| Atleta            | Evento       | Batteria  | Batteria  | Semifinale      | Semifinale      | Finale          | Finale          |
| Atleta            | Evento       | Risultato | Posizione | Risultato       | Posizione       | Risultato       | Posizione       |
| ----------------- | ------------ | --------- | --------- | --------------- | --------------- | --------------- | --------------- |
| Jacob Araptany    | 3000 m siepi | 8'35"85   | 7°        | N.D.            | N.D.            | non qualificato | non qualificato |
| Thomas Ayeko      | 10000 m      | N.D.      | N.D.      | N.D.            | N.D.            | 27'58"96        | 16º             |
| Benjamin Kiplagat | 3000 m siepi | 8'18"44   | 6° q      | N.D.            | N.D.            | DSQ             | DSQ             |
| Abraham Kiplimo   | 5000 m       | 13'31"57  | 15º       | N.D.            | N.D.            | non qualificato | non qualificato |
| Stephen Kiprotich | Maratona     | N.D.      | N.D.      | N.D.            | N.D.            | 2h 08'01"       |                 |
| Moses Kipsiro     | 5000 m       | 13'17"68  | 7º q      | N.D.            | N.D.            | 13'52"25        | 15º             |
| Moses Kipsiro     | 10000 m      | N.D.      | N.D.      | N.D.            | N.D.            | 27'39"22        | 10º             |
| Geoffrey Kusuro   | 5000 m       | 13'59"74  | 19º       | N.D.            | N.D.            | non qualificato | non qualificato |
| Julius Mutekanga  | 800 m        | 1'48"41   | 5°        | non qualificato | non qualificato | non qualificato | non qualificato |

### Femminile
Eventi di corsa su pista e strada
| Atleta          | Evento       | Batteria  | Batteria  | Semifinale      | Semifinale      | Finale          | Finale          |
| Atleta          | Evento       | Risultato | Posizione | Risultato       | Posizione       | Risultato       | Posizione       |
| --------------- | ------------ | --------- | --------- | --------------- | --------------- | --------------- | --------------- |
| Janet Achola    | 1500 m       | 4'11"64   | 11ª       | non qualificata | non qualificata | non qualificata | non qualificata |
| Dorcus Inzikuru | 3000 m siepi | 9'35"29   | 7ª        | N.D.            | N.D.            | non qualificata | non qualificata |
| Jane Suuto      | Maratona     | N.D.      | N.D.      | N.D.            | N.D.            | 2h 44'46"       | 93ª             |

## Badminton
Maschile
| Atleta        | Evento  | Girone                        | Girone                           | Girone    | Ottavi               | Quarti               | Semifinale           | Finale               | Finale          |
| Atleta        | Evento  | Avversario Punteggio          | Avversario Punteggio             | Posizione | Avversario Punteggio | Avversario Punteggio | Avversario Punteggio | Avversario Punteggio | Posizione       |
| ------------- | ------- | ----------------------------- | -------------------------------- | --------- | -------------------- | -------------------- | -------------------- | -------------------- | --------------- |
| Edwin Ekiring | Singolo | Wong W.K. (HKG) P 10-21, 8-21 | B. Leverdez (FRA) P 12-21, 11-21 | 3º        | non qualificato      | non qualificato      | non qualificato      | non qualificato      | non qualificato |

## Nuoto e sport acquatici

### Nuoto
Maschile
| Atleta       | Evento            | Batterie | Batterie   | Semifinali      | Semifinali      | Finale          | Finale          |
| Atleta       | Evento            | Tempo    | Classifica | Tempo           | Classifica      | Tempo           | Classifica      |
| ------------ | ----------------- | -------- | ---------- | --------------- | --------------- | --------------- | --------------- |
| Ganzi Mugula | 50 m stile libero | 27"58    | 53º        | non qualificato | non qualificato | non qualificato | non qualificato |

Femminile
| Atleta         | Evento            | Batterie | Batterie   | Semifinali      | Semifinali      | Finale          | Finale          |
| Atleta         | Evento            | Tempo    | Classifica | Tempo           | Classifica      | Tempo           | Classifica      |
| -------------- | ----------------- | -------- | ---------- | --------------- | --------------- | --------------- | --------------- |
| Jamila Lunkuse | 50 m stile libero | 28"44    | 52ª        | non qualificata | non qualificata | non qualificata | non qualificata |

## Sollevamento pesi
Maschile
| Atleta            | Evento | Strappo   | Strappo    | Slancio   | Slancio    | Totale | Classifica |
| Atleta            | Evento | Risultato | Classifica | Risultato | Classifica | Totale | Classifica |
| ----------------- | ------ | --------- | ---------- | --------- | ---------- | ------ | ---------- |
| Charles Ssekyaaya | -62 kg | 105 kg    | 14º        | 130 kg    | 13º        | 235 kg | 13º        |